# Westdeutsche Allgemeine Zeitung
«Вестдойче альгемайне цайтунг» (нем. Westdeutsche Allgemeine Zeitung — «Западногерманская всеобщая газета», также «Вестдойче альгемайне», сокр. WAZ) — самая крупная региональная газета Германии. Основана журналистом Эрихом Бростом 3 апреля 1948 года. Штаб-квартира в Эссене. Издаётся медиахолдингом «Функе-медиенгруппе». Тираж 397 145 экземпляров (по состоянию на 2009 год).